# Ordem de São Silvestre Papa

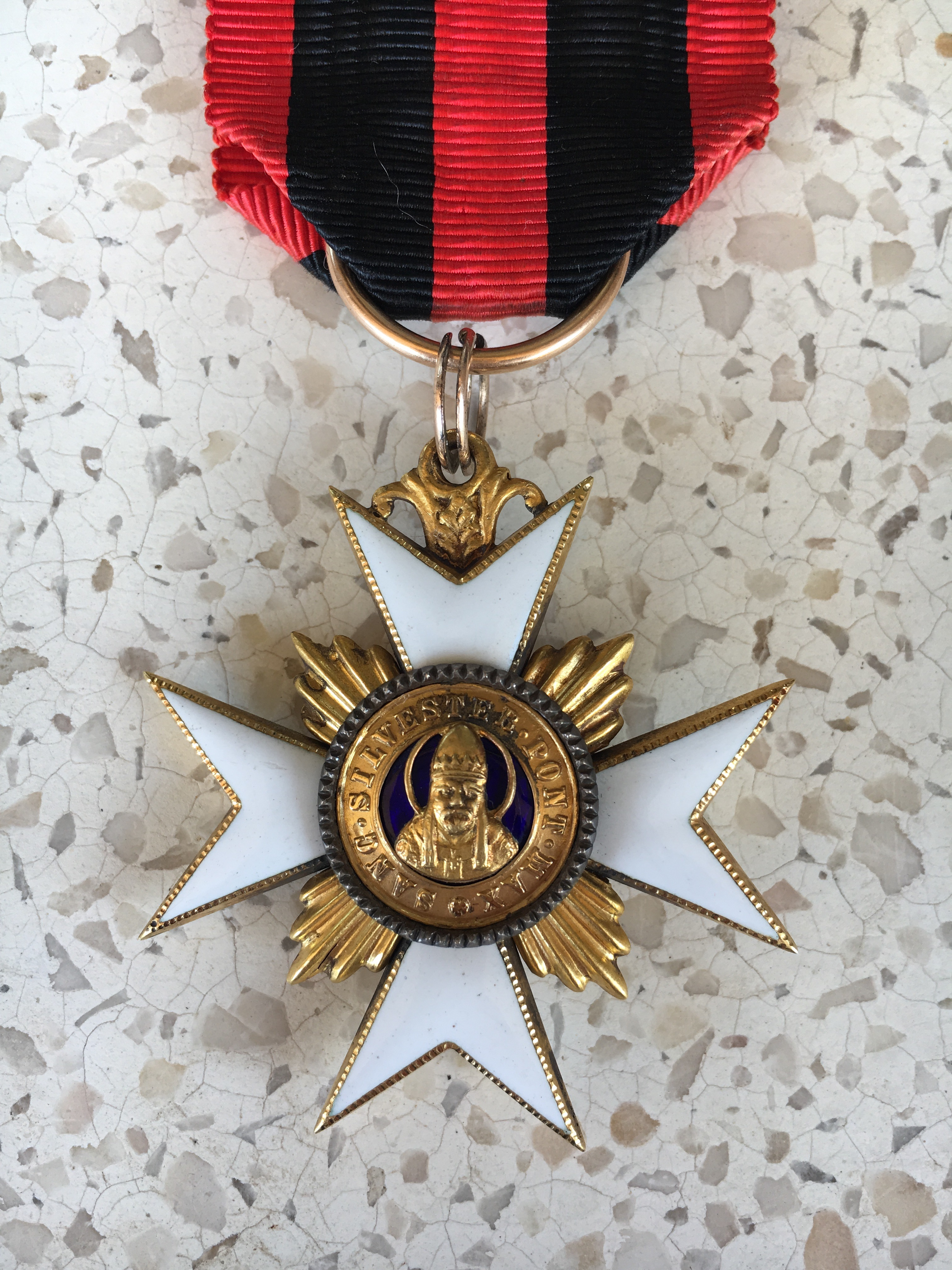

Ordem de São Silvestre Papa (em latim: Ordo Santus Silvestri Papae; em italiano: Ordini di San Silvestro Papa) é uma ordem honorífica do Estado do Vaticano.
Foi regulamentada pelo Papa Pio X em 7 de Fevereiro de 1905, dividindo-a em duas ordens, uma com o nome de São Silvestre e outra com o nome de Ordem da Milícia Dourada.
É atribuída aos católicos que se notabilizaram no exercício da sua profissão, recomendada por padres, bispos ou Núncio Apostólico. O papa João Paulo II, estendeu esta ordem também às senhoras. É atribuída directamente pelo Papa, como Sumo Pontífice, chefe da Igreja Católica e chefe de estado do Vaticano.
A ordem tem quatro classes:
- Cavaleiro de Grã-Cruz / Dama de Grã-Cruz
- Comendador com Placa / Comendadora com Placa
- Comendador / Comendadora
- Cavaleiro / Dama

## História
Esta Ordem esteve unida à Ordem da Milícia Dourada. O Papa Pio X, no seu motu proprio de 7 de fevereiro de 1905, intitulado Multum ad excitandos, dividiu a Ordem Silvestrina em duas Ordens de Cavalaria, uma mantendo o nome de São Silvestre e a outra tomando o antigo nome da Ordem, ou seja, Ordem da Milícia Dourada, ou Ordem da Espora Dourada.
Destina-se a homenagear leigos católicos que estão ativamente envolvidos na vida da Igreja, particularmente como exemplificado no exercício de seus deveres profissionais e no domínio das diferentes artes. Também é conferido a não católicos e, no Reino Unido, os atuais agraciados incluem anglicanos, muçulmanos e judeus proeminentes. Os Cavaleiros de São Silvestre costumavam ter o privilégio de cavalgar dentro da Basílica de São Pedro, em Roma, o mesmo privilégio concedido às outras grandes ordens pontifícias.
As condecorações da Ordem são geralmente feitas por recomendação dos Bispos Diocesanos ou dos Núncios Apostólicos (as indicações podem ser feitas pelos párocos ao seu bispo para sua consideração). As condecorações também são concedidas por recomendação do Secretário de Estado Pontifício. Em 1994, o Papa João Paulo II estendeu a filiação à Ordem a senhoras e cavalheiros.
Regulamentos de Gregório XVI
Antes de 1841, era conhecida como Milícia da Espora Dourada ou Milícia Dourada, e embora não esteja historicamente estabelecido quem entre os muitos supostos fundadores é o verdadeiro, ainda assim é sem dúvida a mais antiga e, em certa época, foi uma das mais valorizadas ordens papais. As faculdades concedidas à família Sforza, ao Colégio dos Abreviadores, e aos bispos assistentes no trono para criar Cavaleiros da Milícia Dourada resultaram em concessões pródigas e na diminuição do prestígio da condecoração.
O Papa Gregório XVI, em seu Breve Papal de 31 de outubro de 1841, intitulado Quod hominum mentes, manteve o antigo nome da Ordem e a colocou sob o patrocínio de São Silvestre (um de seus supostos fundadores). Ele retirou todas as faculdades a quem e por quem as ti vessem sido dadas e proibiu o uso do título ou da condecoração a todos os cavaleiros criados por qualquer meio que não fosse um Breve Papal. Para restaurar a Ordem à sua antiga glória e esplendor, ele limitou o número de Comandantes a 150 e de cavaleiros a 300 (apenas para os Estados Papais), e nomeou o Cardeal dos Breves Apostólicos como Chanceler da Ordem, com o dever de preservar o nome, grau, número e data de admissão de cada cavaleiro.

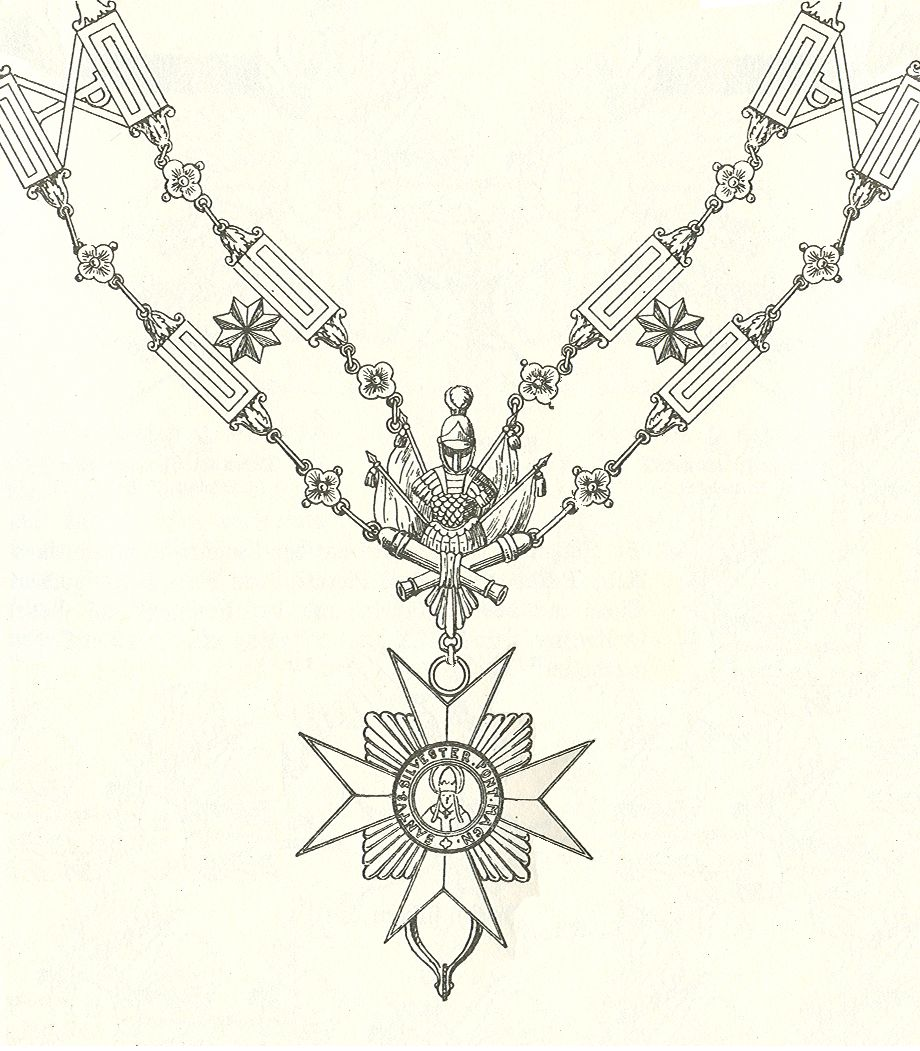
Corrente de Ouro da Ordem de São Silvestre e da Milícia de Ouro antes de 1905.

O Papa Gregório dividiu a Ordem em duas classes:
- O comandante usava uma condecoração de grande porte pendurada no pescoço, em uma fita larga.

- O cavaleiro usava uma pequena decoração no lado esquerdo do peito, em uma fita menor.

Regulamentos de Pio X
A Ordem conta atualmente com quatro classes. Por ordem de antiguidade, são elas:
- Cavaleiro/Dama da Grande Cruz – usa uma grande cruz suspensa por uma fita larga (faixa) sobre o ombro direito, passando pelo peito até o quadril esquerdo, junto com a estrela do peito.

- Cavaleiro/Dama Comandante com Estrela – usa a estrela da Ordem no canto inferior esquerdo do peito.

- Cavaleiro Comandante – usa uma cruz menor suspensa pela fita da Ordem que circunda o pescoço. Dama Comandante – usa a mesma cruz suspensa por um laço no peito esquerdo. Esta classe é dividida em duas categorias.

- Cavaleiro/Dama – usa a menor cruz em uma fita presa ao peito esquerdo da túnica.

Cada destinatário pode ilustrar seu título de cavaleiro papal com letras pós-nominais.